# خوب (فیلم)
خوب فیلی به‌کارگردانی ویسنته آموریم بر اساس نمایشنامه‌ای با همین عنوان اثرِ سی. پی. تیلور، کارگردان و نمایشنامه‌نویس بریتانایی است که در سال ۲۰۰۸ منتشر شد. ویگو مورتنسن، جیسون آیزکس و جودی ویتاکر بازیگران این فیلم هستند.